# Ібрагім Байлан
Ібрагім Байлан (швед. Ibrahim Baylan) — шведський політик, член Соціал-демократичної партії, Міністр з питань урядової координації (2016—2019), Міністр енергетики (2014—2019), Міністр освіти Швеції (2004—2006). З 2019 року обіймає посаду Міністра підприємництва Швеції.

## Раннє життя та освіта
Ібрагім Байлан є етнічним ассіріанцем, що народився в селі Салах в Тур Абдін, Туреччина, що належить до Сирійської православної церкви. Його батьки покинули країну з ним на початку 1980-х років. Вони оселилися в Боткірці, передмісті Стокгольма. Він вивчав економіку в університеті Умео і займався студентською політикою. У 1997 році він став головою Шведської соціал-демократичної молодіжної ліги в Умео. У тому ж році він був обраний головою Спілки студентів Умео, а також став членом міської шкільної ради.
З 2000 року Байлан працював омбудсманом для шведського Союзу комерційних заробітних платників. Він безуспішно балатувався до Європарламенту в 2004 році. Пізніше того ж року він був призначений на посаду міністра освіти, кабінет Ганса Йорана Перссона, ставши першим неєвропейцем-іммігрантом, який став членом кабінету уряду Швеції. 2007 року він був обраний головою шведського парламентського комітету з транспорту та зв'язку. 2009 року Ібрагім став генеральним секретарем Шведської соціал-демократичної партії. Він пішов у відставку в березні 2011 року.
3 жовтня 2014 року отримав посаду міністра енергентики Швеції.
25 травня 2016 став міністром з питань урядової координації.